# The Sandman
 For alternative betydninger, se Sandman.
The Sandman er en tegneserie skabt af Neil Gaiman. Serien blev udsendt i 75 numre i perioden 1989-1996 af det amerikanske forlag DC Comics. Efterfølgende er serien udkommet i ti samlealbum. Den anses for en af de mest sofistikerede og ambitiøse moderne tegneserier og har fået status som et popkulturelt fænomen. Sandman er desuden den eneste tegneserie der har modtaget prisen World Fantasy Award i kategorien Short Fiction for historien A Midsummer Night's Dream.
Hovedpersonen Dream (drøm), den udødelige personificering af drømme, desuden kendt som Morpheus, Sandman og diverse andre navne. Han er en af The Endless, De Uendelige som altid har eksisteret og som altid vil eksistere. Serien indledes med at Dream tages til fange og udvikles siden til en lang række sammenvævne historier med indslag af såvel klassiske som moderne mytologi. Hovedpersonen Dream udvikles i løbet af serien til den typiske tragiske helt.

## Ekstern henvisning
- The Sandman på ComicWiki